# Gyulai Rudolf
Gyulai Rezső (Gyula) Rudolf (Terézváros (Pest), 1848. május 2. – Budapest, 1906. október 12.) bencés rendi tanár, Komárom jeles helytörténésze.

## Élete
Apja Prohászka Ferenc német származású nyomdász és szakíró. Anyja francia nemzetiségű, ezért korán elsajátította a német és francia nyelvet. Ezen kívül zenei neveltetésben is részesült. A forradalom végén Komáromba költöztek, ahol apja a Siegler nyomda művezetője lett. Fia elemi és gimnáziumi tanulmányait Komáromban, majd Pozsonyban végezte. Komáromban Zichy ösztöndíjban is részesült.
1864-ben belépett a bencés rendbe. Pannonhalmán klasszikus nyelveket és teológiát tanult. 1871-ben felszentelték és Kőszegre helyezték tanárnak, ahol 1874-ig működött. Egy évre rá Budapesten tanári oklevelet szerzett filológiából. Történelem iránt érzett affinitása, azonban egy kisebb félreértés miatt nem teljesedhetett ki. Ezután saját döntéséből kifolyólag nem vált történelemtanárrá. 1875-ben Pannonhalmán magyar és görög irodalmat oktat, majd Esztergomba küldik a főgimnáziumba. Itt névtelenül jelennek meg cikkei a helyi lapokban (Esztergom, Esztergom és Vidéke).
1877-ben kerül Komáromba és a következő húsz évben itt fejti ki kultúrszervezői tevékenységét. 1886-ban elsősorban Németh Vilmossal és Magyary Szulpiccal részt vesz a múzeumi egyesület (Komáromvármegyei és Komáromvárosi történelmi és régészeti egylet) létrehozásában, melynek titkára lesz, idővel pedig szinte minden fontosabb feladat rá hárul. Többek között ő maga is előad, rendezi a gyűjteményt és megírja annak vezetőjét. 1887-től mind komolyabban foglalkozik a vármegye monográfiájának gondolatával. Több a város és vármegye történetét feldolgozó tanulmánya az egylet évkönyveiben jelenik meg. Ez képezi majd részben a Borovszky Samu-féle monográfia és más művek alapját. Az 1890-es évek elején a vármegye közönsége tárgyalásokba kezd vele a munka elvégzéséről, melyet azonban végül 1895-ben Takáts Sándorra bíznak, aki azt sajnos nem tudta befejezni.
Nem tudni hogy ezen okok miatt-e, de 1897-ben saját kérelmére a komáromfüssi plébániára helyezik. A közöny miatt az egyleti élet az 1890-es években hanyatlani kezdett, 1897-ban végül beszüntette gyakorlati működését és csak 1900-ban szervezték újjá Komárom vármegyei és városi Muzeum-egyesület néven. 1899-ben még a párizsi világkiállításon is szerepelt 3 gyűjteményi tárgy. Gyulait 1901-ben a győrszentmártoni plébániára helyezték, mely által közelebb került Pannonhalma kultúrközpontjához. Betegeskedése ellenére 1905-ben elvállalta Pannonhalma könyvtárőri állását. 1906-ban az Irgalmasok budai kórházába vetette fel magát, ahol 58 éves korában elhunyt. Ennek kápolnájában temették el.
A Magyar Néprajzi Társaság tagja, melyből 1902-ben kilépett. Portréját Milch Ármin festtette meg Komáromi Kacz Endrével, mely ma a Duna Menti Múzeum gyűjteményében található.

## Művei
- 1873 Felső vasmegyei várak, Értesitvény a kőszegi sz. B. r. r. kat. kisgimnáziumról 1873/4
- 1880 Néhány szó Liviusról, Értesitvény a sz. B. r. komáromi kat. kisgimnáziumról az 1879/80 tanév végén
- 1884 Városunk monográfiája, Komáromi Lapok 1884/46
- 1885 A bregetiumi vízvezetékekről, Archaeologiai Értesítő V (XVIII), 332-335. (Komáromi Lapok VI/ 42)
- 1886 A bregetiumi vízvezetékekről, Archaeologiai Értesítő VI, 347-350. (KL VII/45, 46)
- 1886 Mi volt Tata neve a rómaiak idejében? Komáromi Közlöny 1886/48 (KL VII/49)
- 1886 Archeológiai séta Ács felé, Komáromi Közlöny 1886/49 (KL VII/50)
- 1886 Archeológiai séta Ószőny felé, KL VII/51
- 1887 Megyénk földje, KL VIII/2, 4, 7
- 1887 Megyénk közlekedési viszonyai, KL VIII/13
- 1887 Megyénk a kőkorban, Komáromi Lapok VIII/14, 2.
- 1887 Megyénk a bronzkorban, Komáromi Lapok VIII/15, 1-3.
- 1887 Megyénk a népvándorlás és a vezérek korában, Komáromi Lapok VIII/18, 2-3.
- 1887 Megyénk a történeti korban, KL VIII/20, 23, 24
- 1887 Monostor, KL VIII/34
- 1887 A thuriszakállasi ref. góth templom, A Komáromvármegyei és Komárom városi Történeti és Régészeti Egylet 1887. évi Jelentése.
- 1888 Adalék megyénk római hódoltsága korához, A Komárom-vármegyei és Komárom városi történeti és régészeti egylet 1887. évi jelentése, 1-10.
- 1888 Brigetióban talált újabb feliratos kövek, A Komárom-vármegyei és Komárom városi történeti és régészeti egylet 1887. évi jelentése, 11-13.
- 1889 Kalauz a Komárommegyei és Városi Történet-Régészeti-Egylet muzeumában. Komárom.
- 1889 Komárom-vármegye és város Róbert Károly koráig való történetéhez. A Komárom-vármegyei és Komárom városi történeti és régészeti egylet 1889. évi jelentése, 3-45.
- 1890 Komárom vármegye és város történetéhez. A Komárom-vármegyei és Komárom városi történeti és régészeti egylet 1890. évi jelentése, 3-89.
- 1891 Komárom-vármegye nemes családainak történetéhez, A Komáromvármegyei és Komárom városi Történeti és Régészeti Egylet 1890. évi Jelentése, 108-165.
- 1892 Komárom vármegye és város történetéhez. A Komárom-vármegyei és Komárom városi történeti és régészeti egylet 1891. évi jelentése, 3-165.
- 1893 Adatok Komárom vármegye monográfiájához, A Komáromvármegyei és Komárom városi Történeti és Régészeti Egylet 1892. évi Jelentése, 3-48.
- 1894 Törökvilág Komárom megyében
- 1896 A cs. k. szabaditékos révkomáromi Biztositó Társaság története. Komárom.
- 1896 Az alsócsallóközi ármentesitő társulat története. Budapest.
- 1896 A komáromi benediktinus gimnázium és társház története. Komárom.
- 1896 A komáromi kath. főgimnázium története 1812-től, A sz. B. r. Komáromi IV. oszt. kath. gimnáziumának Értesitője az 1895/6 évről.[halott link]
- 1897 A komáromi Szent András templom és kath. elemi iskola történeti vázlata. Magyar Sion Us.11.
- 1903 Komárommegye őskora, A Komárom vármegyei és városi Muzeum-egyesület 1901/2. évi Értesítője XV-XVI, 24-38.